# Lipót
Lipót (chorvatsky Lipluod) je lázeňská obec v Maďarsku v župě Győr-Moson-Sopron, spadající pod okres Mosonmagyaróvár. Nachází se na Malém Žitném ostrově, asi 17 km východně od Mosonmagyaróváru, 27 km severozápadně od Győru a asi 149 km severozápadně od Budapešti. V roce 2023 zde žilo 816 obyvatel. Název je maďarským ekvivalentem jména Leopold.
Obcí procházejí vedlejší silnice 1404, 1405 a 1411. Nachází se zde kostel svatého Klementa a několik jezer. Rovněž zde jsou termální lázně.

## Sousední obce
| Růžice kompasu | Dunaremete |          | Baka (SK)      | Růžice kompasu |
| Růžice kompasu |            | Sever    | Gabčíkovo (SK) | Růžice kompasu |
| Růžice kompasu | Dunasziget |          | Gabčíkovo (SK) | Růžice kompasu |
| Růžice kompasu | Jih        |          | Gabčíkovo (SK) | Růžice kompasu |
| Růžice kompasu | Darnózseli | Hédervár | Ásványráró     | Růžice kompasu |